# Dpi
dpi（ディーピーアイ、DPIとも表記）とは、ドット密度（解像度）を示す単位である。dots per inchの略で、1インチ（1平方インチではない）の幅の中にどれだけのドットを表現できるかを表す。
プリンターや走査（スキャン）の性能表示として用いられる。また、プリントサイズと対にすることでコンピュータ上で用いる画像データの精度を表す単位としても用いられる。ピクセル数を表すppi（pixels per inch）と区別して用いられる。

## 概要
通常、良好な視認結果を得られるドット密度としては、コンピュータ用ディスプレイにおいては72 dpiから96 dpi程度が想定されている場合が多い。この数字は、1981年発売のXerox Starで72 dpi（1984年発売の初代Macintoshが同じ72 dpi）、1985年発売の初代Microsoft Windowsで96 dpiが標準とされたことに由来する。Adobe PhotoshopなどMacintosh由来のソフトウェアが多用されるグラフィック業界では特に72 dpiが標準とされる場合が多い。
雑誌など印刷物においては、最低300 dpiが必要である。特に、漢字の字形は英語のアルファベットよりも一般に緻密であるため、視認性を高めるには高い解像度が必要となる。また、カラーと違ってアンチエイリアス効果が期待できないモノクロ印刷では、通例600 dpi以上が推奨されている。
印刷物に用いるデータのdpiが低い場合は、実際に印刷した場合にジャギーあるいはボケとなって現れるため、「コンピュータの画面で見た場合はちょうどよく見えても、印刷してみるとギザギザしたりボケたりして見える」といった事態を招くことになる。
プリンターの性能表示におけるdpi値は、あくまでも紙上でドットが重なっても良いのでドットの中心をずらすことが可能な最小単位（多くの場合インクやトナーを吹き付ける印字ヘッド同士の間隔）の数字に過ぎず、人間の目では300 dpi以上の違いはほとんどわからないといわれる。このためスキャナやディスプレイおよび商業印刷における独立したドットを数えるdpiと単純に比較することはできない。

## 高DPI環境
従来のディスプレイ製品は、画素数（ドット数）の向上に伴い、画素密度（ドット密度）はそのままで画面の物理サイズが大型化されることが多かった。
しかし、スマートフォンなど、利用者の視点から画面までの距離が近く、また比較的画面の物理面積が小さいモバイル機器では、Retinaディスプレイに代表される高精細（高DPI）ディスプレイが早くから導入されてきた。一方、ノートPCやデスクトップPCなどでも、FHD/4K解像度では画面の物理サイズを画素数に比例してそのまま大きくするのではなく、物理サイズは据え置きとする代わりに従来製品よりも高いDPIを持つ高精細ディスプレイが利用されるようになっている。
なお、ソフトウェアシステム側のグラフィカルユーザインタフェース (GUI) の高DPI対応状況は、オペレーティングシステム (OS) やGUIツールキット、あるいはアプリケーションにより様々である。このような高精細ディスプレイを従来の低DPI設定のまま利用すると、ボタンやラベルおよびそれらの内部に含まれるテキストのフォントといったGUI要素の物理サイズが小さくなってしまい、視認性や操作性が低下する。例えば100 dpiディスプレイで1インチの物理サイズを持っていたGUI要素は、200 dpiディスプレイだと約半分の物理サイズすなわち0.5インチしか持たないことになる。後発のモダンな2DグラフィックスAPIやGUIツールキットでは、ディスプレイDPIに依存した物理ピクセル（デバイス依存ピクセル）ではなく、ディスプレイDPIに依存せず物理的なサイズが常に一定となる論理ピクセル（デバイス非依存ピクセル）の概念を導入し、OSのDPI設定と連動することで高精細ディスプレイに対応している。
Windowsは、OSのDPI設定に応じてアプリケーションごとにウィンドウ描画内容を拡大表示することができるDPIスケーリング機能を持つが、96 dpiを前提とした古いアプリケーション（DPI Unaware）に対する救済策として、Windows Vistaで追加されたDPI仮想化モードでは、オフスクリーン描画結果をDesktop Window Managerによって強制的に拡大するので描画内容がボケて表示されてしまうなどの問題点がある。本来はアプリケーション側を修正して、システムDPIやディスプレイDPIの設定を認識し、適切なサイズで描画するように対応させる必要があるが、Windows 10 Creators Update (1703) ではGDIを利用している古いアプリケーションに対するスケーリング機能が改善されている。